# Biserica „Sfântul Nicolae” - Stroe din Focșani
Biserica „Sfântul Nicolae” - Stroe din Focșani este un monument istoric aflat pe teritoriul municipiului Focșani.
Biserica „Sfântul Nicolae” Stroe, monument istoric, a fost construita in anul 1839 de catre enoriasi. Pe locul actualei biserici, a fost construita o biserica din lemn, de catre Paraschiva Baneasa din partile Prahovei, pe terenul donat de un anume Stroe. Biserica este construita din caramida, în stil moldovenesc având o forma de nava; pictura interioara este realizata în ulei în stil neobizantin de catre pictorul Adolf Cantini în perioada 1945-1958. Turla bisericii din zid si lemn, a suferit grave avarii la cutremurul din 1977, a fost demolata, urmând ca sa fie reconstruita numai din lemn. Dupa anul 2000 s-au efectuat importante lucrari: s-au executat tencuielile în exterior, s-a construit clopotnita bisericii, s-a construit din nou turla bisericii în forma initiala, s-a restaurat pictura în Sfântul Altar, s-a pictat pridvorul si clopotnita. Biserica nu detine obiecte de valoare artistica si documentara, în schimb în curte se afla mormântul si o cruce funerara a unionistului George Ilie, membru în Divanul Ad-hoc si prieten cu Mihail Kogalniceanu.